# Brigada 21 Infanterie (1916-1918)
Brigada 21 Infanterie a fost o mare unitate de nivel tactic, care s-a constituit la 14/27 august 1916 prin mobilizarea unor unități și subunități de rezervă, din compunerea Comandamentului I Teritorial: Regimentul 57 Infanterie - (Turnu Severin) și Regimentul 58 Infanterie - (Târgu Jiu). Brigada a făcut parte din organica  Diviziei 11 Infanterie.:p. 58
La intrarea în război, Brigada 21 Infanterie a fost comandată de colonelul (rz.) Dumitru Cocorăscu. Brigada 21 Infanterie a participat la acțiunile militare pe frontul românesc, pe toată perioada războiului, între 14/27 august 1916 - 28 octombrie/11 noiembrie 1918.

## Participarea la operații

### Campania anului 1916
În campania anului 1916 Brigada 21 Infanterie a participat la acțiunile militare în dispozitivul de luptă al Diviziei 11 Infanterie participând la Ofensiva în Transilvania, Operația de apărare a trecătorilor și Prima bătălie de pe Valea Jiului . 

### Campania anului 1917
În campania anului 1917 Brigada 21 Infanterie a participat la acțiunile militare în dispozitivul de luptă al Diviziei 11 Infanterie , participând la Bătălia de la Mărășești . În această campanie, brigada a fost comandată de colonelul Alexandru Anastasiu.

## Ordinea de bătaie

### La mobilizarea din 1916
La declararea mobilizării, la 27 august 1916, Brigada 21 Infanterie a făcut parte din compunerea de luptă a Diviziei 11 Infanterie, alături de Brigada 22 Infanterie și Regimentul 21 Artilerie. Ordinea de bătaie a brigăzii era următoarea:

- Brigada 21 Infanterie

- Regimentul 57 Infanterie
- Regimentul 58 Infanterie

### Reorganizări pe perioada războiului
În prima jumătate a anului 1917, Brigada 21 Infanterie s-a reorganizat în spatele frontului. Brigada a fost inclusă în compunerea de luptă a Diviziei 11 Infanterie, alături de Brigada 22 Infanterie și Brigada 11 Artilerie. Ordinea de bătaie a brigăzii era următoarea::p. 192>
- Brigada 21 Infanterie

- Regimentul 43/59 Infanterie
- Regimentul 42/66 Infanterie

## Comandanți
- Colonel Dumitru Cocorăscu
- Colonel Alexandru Anastasiu